# Rinascita Basket Rimini 2023-2024
Questa voce raccoglie le informazioni riguardanti Rinascita Basket Rimini, sponsorizzata RivieraBanca, nelle competizioni ufficiali della stagione 2023-2024.

## Stagione
Al secondo anno consecutivo in categoria, Rimini si presenta ai nastri di partenza con quattro giocatori senior confermati dall'anno precedente: Tassinari, Anumba, il giovane Scarponi e il nuovo capitano Masciadri. Partiti Jazz Johnson e Ogbeide, i due nuovi americani sono la guardia/ala Marks da Cento e l'ala/centro Justin Johnson dalla Bundesliga e precedentemente dalla Serie A. Al posto del play Meluzzi viene ingaggiato Grande, miglior realizzatore italiano del precedente campionato di A2 con 18,3 punti di media in regular season ad Agrigento in una squadra a trazione italiana. Nel ruolo di guardia arriva anche il trentacinquenne Tomassini, tornato a Rimini dopo tredici anni e reduce dal riconoscimento di MVP italiano della precedente edizione della Serie A2. Il centro è Simioni, sceso in A2 dopo un anno da riserva nella massima serie. Completano la rosa il giovane nigeriano Abba e altri ragazzi dell'Under-19.
L'avvio di stagione, tuttavia, è negativo: oltre ai due match persi in Supercoppa, il campionato si apre con le sconfitte in trasferta a Piacenza, in casa contro la Fortitudo Bologna e in trasferta infrasettimanale a Orzinuovi.
Al Flaminio, contro Verona, Rimini sembrava indirizzata alla quarta sconfitta nelle prime quattro partite andando sotto anche di 17 punti (-16 a pochi istanti dalla sirena di fine terzo quarto), ma una clamorosa rimonta nell'ultimo quarto porta la gara al tempo supplementare che viene poi deciso da un canestro di Justin Johnson sulla sirena. La partita coincide anche con la chiusura della campagna abbonamenti, che fa segnare un nuovo record storico di 1684 tessere sottoscritte. Le successive partite, tuttavia, costano il posto a coach Ferrari: il derby a Forlì finisce con una sconfitta nonostante un momentaneo +14 di vantaggio durante il secondo quarto, quindi al Flaminio viene superata Chiusi, ma le sconfitte in casa contro Cento e in trasferta a Cividale segnano di fatto la fine della parentesi riminese del tecnico, sollevato dall'incarico il 6 novembre.
Come nuovo capo allenatore viene presentato Sandro Dell'Agnello. Il 1º dicembre, giorno di chiusura della prima finestra di mercato, viene ingaggiato il pivot Francesco Pellegrino, temporaneamente fermo per infortunio ma comunque tesserato entro quella data per poter mantenere, in caso di necessità, l'opportunità di disporre di due tesseramenti suppletivi nella seconda finestra di mercato.
La prima vittoria stagionale in trasferta (la quinta stagionale) viene centrata alla 17ª giornata con una netta affermazione a Chiusi, poi una settimana più tardi, nuovamente in trasferta, arriva il preziosissimo successo a Cento che non solo porta i due punti, ma ribalta anche la differenza canestri contro una diretta concorrente per la salvezza diretta e per i play-off. Il rientro al Flaminio si rivela tuttavia amaro poiché il canestro allo scadere di Redivo consegna la vittoria a un'altra concorrente per la salvezza diretta quale Cividale, facendo ripiombare Rimini al decimo e terzultimo posto nel girone a tre giornate dal termine della regular season.
Le vittorie in casa contro Nardò, in trasferta a Trieste (quarta in classifica) e in casa contro Udine (terza) consentono a Rimini di chiudere la regular season al settimo posto, a fronte di una striscia aperta di 5 successi sulle ultime 6 partite, che diventano 7 su 11 considerando l'intero girone di ritorno.
Il trend positivo continua anche nella fase a orologio, composta da partite contro le squadre dell'altro girone: i biancorossi in questa fase ottengono infatti 9 successi su 10 partite, con anche vittorie esterne su campi di squadre di alta classifica come ad esempio Cantù o Torino. Analizzando gli incontri dalla sesta giornata di ritorno fino alla fine della fase a orologio, il bilancio complessivo dei ragazzi di coach Dell'Agnello è di 14 vittorie su 16 partite, una rimonta che qualifica la squadra ai play-off in virtù del sesto posto nel proprio girone. Nel frattempo si registra però l'infortunio a capitan Masciadri, che chiude anzitempo la stagione per via di un distacco della fascia plantare riportato durante la trasferta torinese.
L'avversario dei quarti di finale dei play-off è la Real Sebastiani Rieti di Jazz Johnson, beniamino del Palasport Flaminio l'anno precedente. Pur con un Masciadri fuori causa, un Tomassini in campo nonostante un risentimento muscolare e un Tassinari non al meglio, Rimini in terra sabina approccia bene sia gara 1 (+10 al 13' minuto) che gara 2 (+21 al 16'), finendo però per subire la rimonta del più profondo roster reatino che si impone rispettivamente 74-73 nella prima partita e 73-69 nella seconda. Per gara 3 la serie si sposta quindi al Flaminio dove i biancorossi rimangono in partita per tre quarti di gioco salvo poi arrendersi nell'ultima frazione.

## Organigramma societario
Area dirigenziale
- Presidente: Paolo Maggioli
- Amministratore delegato: Paolo Carasso

Area comunicazione
- Responsabile comunicazione: Simone Campanati
- Addetto stampa: Stefano Zavagli

Area sportiva
- Direttore sportivo: Davide Turci
- Team manager: Matteo Panzeri
- Club manager: Tommaso Rinaldi
- Dirigente accompagnatore: Fabrizio Bartolini

Area tecnica
- Allenatore: Mattia Ferrari (fino al 6 novembre), Sandro Dell'Agnello (dal 7 novembre)
- Vice allenatore: Mauro Zambelli
- Assistente allenatore: Larry Middleton

Area sanitaria
- Responsabile area medica: Eraldo Berardi
- Medico sul campo: Marco Montanari
- Preparatore atletico: Marco Bernardi
- Massofisioterapista: Diego Bartolini
- Osteopata: Filippo Saulle

## Roster
| Rinascita Basket Rimini 2023-2024 | Rinascita Basket Rimini 2023-2024 |
| Giocatori                         | Staff tecnico                     |
| --------------------------------- | --------------------------------- |

| N. | Naz.                                   | Ruolo | Nome                  | Anno | Alt.   | Peso   |  |
| -- | -------------------------------------- | ----- | --------------------- | ---- | ------ | ------ |  |
| 0  | Italia (bandiera)                      | P     | Andrea Tassinari      | 1996 | 187 cm | 75 kg  |  |
| 2  | Stati Uniti (bandiera)                 | G     | Derrick Marks         | 1993 | 191 cm | 93 kg  |  |
| 3  | Italia (bandiera)                      | A     | Simon Anumba          | 1996 | 193 cm | 102 kg |  |
| 5  | Italia (bandiera)                      | PG    | Alessandro Grande     | 1994 | 185 cm | 78 kg  |  |
| 7  | Italia (bandiera)                      | PG    | Giovanni Tomassini    | 1988 | 188 cm | 84 kg  |  |
| 8  | Italia (bandiera)                      | G     | Alessandro Scarponi   | 2004 | 195 cm | 82 kg  |  |
| 11 | Italia (bandiera)                      | A     | Stefano Masciadri (C) | 1989 | 200 cm | 100 kg |  |
| 23 | Stati Uniti (bandiera)                 | AC    | Justin Johnson        | 1996 | 201 cm | 100 kg |  |
| 27 | Italia (bandiera)                      | C     | Alessandro Simioni    | 1998 | 206 cm | 110 kg |  |
| 29 | Italia (bandiera)                      | C     | Francesco Pellegrino  | 1991 | 213 cm | 119 kg |  |
| 35 | Nigeria (bandiera) · Italia (bandiera) | C     | Adamu Adam Abba       | 2004 | 204 cm | 89 kg  |  |

| Allenatore |
| - Mattia Ferrari (fino al 6 novembre) - Sandro Dell'Agnello (dal 7 novembre)                                                 |
| Assistente/i |
| - Mauro Zambelli - Larry Middleton Legenda - (C) Capitano - (IN) Inattivo - Infortunato Roster Aggiornato al: 30 giugno 2024 |

## Mercato

### Sessione estiva
| Acquisti | Acquisti           | Acquisti            | Acquisti       | Acquisti |
| R.       | Nome               | da                  | Data           |          |
| -------- | ------------------ | ------------------- | -------------- | -------- |
| PG       | Alessandro Grande  | Fortitudo Agrigento | 23 giugno 2023 |          |
| PG       | Giovanni Tomassini | Benedetto XIV Cento | 5 luglio 2023  |          |
| C        | Alessandro Simioni | Universo Treviso    | 7 luglio 2023  |          |
| GA       | Derrick Marks      | Benedetto XIV Cento | 15 luglio 2023 |          |
| C        | Adamu Adam Abba    | Brianza Casa Bk.    | 20 luglio 2023 |          |
| AC       | Justin Johnson     | R. Ludwigsburg      | 25 luglio 2023 |          |

| Cessioni | Cessioni          | Cessioni              | Cessioni        | Cessioni |
| R.       | Nome              | a                     | Data            |          |
| -------- | ----------------- | --------------------- | --------------- | -------- |
| C        | Derek Ogbeide     | Pistoia Basket        | 6 luglio 2023   |          |
| P        | Davide Meluzzi    | Fortitudo Agrigento   | 11 luglio 2023  |          |
| G        | Jazz Johnson      | Real Sebastiani Rieti | 25 luglio 2023  |          |
| AC       | Ursulo D'Almeida  | U.C.C. Piacenza       | 25 luglio 2023  |          |
| A        | Francesco Bedetti | Basket Ravenna        | 3 agosto 2023   |          |
| AC       | Aristide Landi    | Urania Milano         | 1º ottobre 2023 |          |

### Dopo l'inizio della stagione
| Acquisti | Acquisti             | Acquisti   | Acquisti         | Acquisti |
| R.       | Nome                 | da         | Data             |          |
| -------- | -------------------- | ---------- | ---------------- | -------- |
| C        | Francesco Pellegrino | Free agent | 1º dicembre 2023 |          |

| Cessioni | Cessioni | Cessioni | Cessioni | Cessioni |
| R.       | Nome     | a        | Data     |          |
| -------- | -------- | -------- | -------- | -------- |

## Risultati

### Campionato

#### Stagione regolare

##### Girone di andata
| Arbitri: | Michele Centonza (Grottammare) Edoardo Ugolini (Forlì) Fabio Bonotto (Ravenna) |

|                                           |            |                                      |
| Veronesi 21 Serpilli 15 Miller, Skeens 11 | Punti      | 20 Johnson 12 Masciadri 11 Tomassini |
| Sabatini 13                               | Assist     | 5 Grande                             |
| Veronesi 5                                | Rimbalzi   | 6 Johnson, Masciadri, Tassinari      |
| Stefano Salieri                           | Allenatori | Mattia Ferrari                       |

| Arbitri: | Stefano Wassermann (Trieste) Alberto Perocco (Ponzano Veneto) Matteo Roiaz (Muggia) |

|                                         |            |                                   |
| Marks 24 Tomassini, Johnson 16 Grande 7 | Punti      | 26 Aradori 18 Ogden 13 Fantinelli |
| Johnson, Marks 3                        | Assist     | 4 Fantinelli                      |
| Johnson 7                               | Rimbalzi   | 11 Ogden                          |
| Mattia Ferrari                          | Allenatori | Attilio Caja                      |

| Arbitri: | Duccio Maschio (Firenze) Fulvio Grappasonno (Lanciano) Claudio Berlangieri (Trezzano sul Naviglio) |

|                                    |            |                                  |
| Mayfield 16 Gasparin 13 Trapani 12 | Punti      | 15 Tassinari 13 Marks 11 Johnson |
| Zugno, Mayfield 4                  | Assist     | 4 Tomassini                      |
| Mayfield 8                         | Rimbalzi   | 14 Johnson                       |
| Andrea Zanchi                      | Allenatori | Mattia Ferrari                   |

| Arbitri: | Roberto Radaelli (Rho) Calogero Cappello (Porto Empedocle) Sebastiano Tarascio (Priolo Gargallo) |

|                                  |            |                                                   |
| Johnson 25 Marks 12 Tomassini 11 | Punti      | 15 Murphy 11 DeVoe, Penna, Stefanelli 10 Esposito |
| Marks 5                          | Assist     | 2 Bartoli                                         |
| Johnson 16                       | Rimbalzi   | 13 Murphy                                         |
| Mattia Ferrari                   | Allenatori | Alessandro Ramagli                                |

| Arbitri: | Enrico Boscolo Nale (Chioggia) Stefano De Biase (Udine) Moreno Almerigogna (Trieste) |

|                                      |            |                                  |
| X. Johnson 20 Allen 14 Cinciarini 13 | Punti      | 17 Marks 15 J. Johnson 12 Grande |
| Allen 5                              | Assist     | 2 Grande                         |
| Zampini 8                            | Rimbalzi   | 13 Johnson                       |
| Antimo Martino                       | Allenatori | Mattia Ferrari                   |

| Arbitri: | Jacopo Pazzaglia (Pesaro) Lorenzo Lupelli (Aprilia) Antonio Giunta (Ragusa) |

|                               |            |                                               |
| Marks 24 Simioni 14 Grande 10 | Punti      | 25 Tilghman 13 Jerković 6 Raffaelli, Dellosto |
| Tassinari 4                   | Assist     | 4 Tilghman                                    |
| Johnson, Simioni 9            | Rimbalzi   | 8 Jerković                                    |
| Mattia Ferrari                | Allenatori | Giovanni Bassi                                |

| Arbitri: | Stefano Ursi (Livorno) Daniele Yang Yao (Vigasio) Marco Marzulli (Pisa) |

|                                           |            |                               |
| Marks 19 Johnson, Simioni 14 Tomassini 11 | Punti      | 19 Archie 13 Sabin 11 Palumbo |
| Tassinari 6                               | Assist     | 6 Palumbo                     |
| Anumba 8                                  | Rimbalzi   | 9 Palumbo                     |
| Mattia Ferrari                            | Allenatori | Matteo Mecacci                |

| Arbitri: | Alessandro Costa (Livorno) Marco Attard (Firenze) Umberto Tallon (Bologna) |

|                                  |            |                                |
| Miani 23 Mastellari 18 Redivo 15 | Punti      | 19 Marks 16 Johnson 12 Simioni |
| Redivo 9                         | Assist     | 4 Grande, Tassinari            |
| Miani 13                         | Rimbalzi   | 16 Johnson                     |
| Stefano Pillastrini              | Allenatori | Mattia Ferrari                 |

| Arbitri: | Gianluca Gagliardi (Anagni) Mattia Eugenio Martellosio (Milano) Giovanni Roca (Avellino) |

|                                   |            |                                       |
| Stewart 31 Maspero 12 La Torre 11 | Punti      | 19 Marks 11 Grande, Anumba 10 Johnson |
| Maspero 5                         | Assist     | 4 Marks                               |
| Stewart 9                         | Rimbalzi   | 7 Simioni                             |
| Gennaro Di Carlo                  | Allenatori | Sandro Dell'Agnello                   |

| Arbitri: | Valerio Salustri (Roma) Fabio Ferretti (Nereto) Francesco Praticò (Reggio Calabria) |

|                                |            |                              |
| Marks 21 Anumba 12 Tomassini 9 | Punti      | 24 Brooks 13 Reyes 11 Filloy |
| Tassinari 3                    | Assist     | 4 Ruzzier                    |
| Anumba 8                       | Rimbalzi   | 12 Reyes                     |
| Sandro Dell'Agnello            | Allenatori | Jamion Christian             |

| Arbitri: | Marco Barbiero (Milano) Daniele Alfio Foti (Bareggio) Andrea Agostino Chersicla (Oggiono) |

|                                    |            |                                 |
| Monaldi 21 Alibegović 18 Da Ros 13 | Punti      | 24 Marks 19 Grande 17 Tomassini |
| Monaldi 5                          | Assist     | 6 Tomassini                     |
| Delía 7                            | Rimbalzi   | 11 Simioni                      |
| Adriano Vertemati                  | Allenatori | Sandro Dell'Agnello             |

##### Girone di ritorno
| Arbitri: | Enrico Boscolo Nale (Chioggia) Alessandro Tirozzi (Bologna) Chiara Maschietto (Treviso) |

|                                         |            |                                           |
| Anumba, Tomassini 18 Grande 13 Marks 11 | Punti      | 17 Sabatini 16 Miller 10 Veronesi, Skeens |
| Tomassini 6                             | Assist     | 6 Sabatini                                |
| Simioni 7                               | Rimbalzi   | 11 Skeens                                 |
| Sandro Dell'Agnello                     | Allenatori | Stefano Salieri                           |

| Arbitri: | Marco Rudellat (Nuoro) Luca Attard (Priolo Gargallo) Luca Bartolini (Fano) |

|                                |            |                                        |
| Ogden 21 Aradori 19 Freeman 12 | Punti      | 26 Marks 15 Grande, Tomassini 9 Anumba |
| Fantinelli 5                   | Assist     | 5 Tomassini                            |
| Ogden 10                       | Rimbalzi   | 9 Anumba                               |
| Attilio Caja                   | Allenatori | Sandro Dell'Agnello                    |

| Arbitri: | Mauro Moretti (Marsciano) Francesco Cassina (Desio) Vladislav Doronin (Perugia) |

|                                |            |                                         |
| Marks 20 Simioni 17 Johnson 15 | Punti      | 19 Basile 14 Leonzio, Zugno 12 Donzelli |
| Johnson 7                      | Assist     | 3 Zugno                                 |
| Johnson 14                     | Rimbalzi   | 13 Basile                               |
| Sandro Dell'Agnello            | Allenatori | Andrea Zanchi                           |

| Arbitri: | Enrico Bartoli (Trieste) Giulio Giovannetti (Rivoli) Claudio Berlangieri (Trezzano sul Naviglio) |

|                                     |            |                                  |
| DeVoe 23 Esposito 18 Udom, Murphy 9 | Punti      | 27 Marks 16 Tomassini 13 Johnson |
| DeVoe 6                             | Assist     | 5 Grande                         |
| Murphy 13                           | Rimbalzi   | 11 Johnson                       |
| Alessandro Ramagli                  | Allenatori | Sandro Dell'Agnello              |

| Arbitri: | Marco Barbiero (Milano) Pasquale Pecorella (Trani) Alex D'Amato (Tivoli) |

|                                          |            |                                      |
| J. Johnson 18 Grande, Marks 17 Simioni 6 | Punti      | 21 Zampini 16 Radonjić 14 Cinciarini |
| Marks 3                                  | Assist     | 3 Pollone                            |
| J. Johnson 12                            | Rimbalzi   | 13 X. Johnson                        |
| Sandro Dell'Agnello                      | Allenatori | Antimo Martino                       |

| Arbitri: | Paolo Puccini (Genova) Edoardo Ugolini (Forlì) Nicolò Bertuccioli (Pesaro) |

|                                    |            |                                                     |
| Stefanini 25 Tilghman 14 Jonāts 13 | Punti      | 21 Johnson, Anumba 12 Tomassini 9 Grande, Tassinari |
| Tilghman 5                         | Assist     | 3 Grande, Tassinari                                 |
| Tilghman 8                         | Rimbalzi   | 16 Johnson                                          |
| Giovanni Bassi                     | Allenatori | Sandro Dell'Agnello                                 |

| Arbitri: | Enrico Boscolo Nale (Chioggia) Moreno Almerigogna (Trieste) Daniele Calella (Bologna) |

|                                                    |            |                                  |
| Mussini, Palumbo 13 Bruttini, Mitchell 11 Archie 9 | Punti      | 19 Marks 16 Johnson 14 Tassinari |
| Moreno 5                                           | Assist     | 4 Marks                          |
| Bruttini 7                                         | Rimbalzi   | 8 Marks                          |
| Matteo Mecacci                                     | Allenatori | Sandro Dell'Agnello              |

| Arbitri: | Gianluca Gagliardi (Anagni) Valerio Salustri (Roma) Andrea Coraggio (Sora) |

|                                       |            |                                    |
| Marks 22 Johnson, Simioni 12 Anumba 6 | Punti      | 17 Redivo 14 Dell'Agnello 12 Miani |
| Tomassini, Marks 3                    | Assist     | 5 Redivo                           |
| Johnson 15                            | Rimbalzi   | 6 Dell'Agnello                     |
| Sandro Dell'Agnello                   | Allenatori | Stefano Pillastrini                |

| Arbitri: | Alessandro Tirozzi (Bologna) Marco Marzulli (Pisa) Vincenzo Di Martino (Santa Maria la Carità) |

|                               |            |                                  |
| Grande 24 Johnson 16 Marks 13 | Punti      | 15 Smith 12 Iannuzzi 11 La Torre |
| Tomassini 3                   | Assist     | 2 Smith, Iannuzzi                |
| Masciadri 8                   | Rimbalzi   | 11 Iannuzzi                      |
| Sandro Dell'Agnello           | Allenatori | Gennaro Di Carlo                 |

| Arbitri: | Stefano Ursi (Livorno) Luca Attard (Priolo Gargallo) Giovanni Roca (Avellino) |

|                                  |            |                                          |
| Candussi 21 Brooks 15 Vildera 13 | Punti      | 20 Marks 15 Johnson, Grande 13 Tomassini |
| Filloy, Brooks 5                 | Assist     | 5 Johnson                                |
| Vildera 10                       | Rimbalzi   | 11 Johnson                               |
| Jamion Christian                 | Allenatori | Sandro Dell'Agnello                      |

| Arbitri: | Marco Vita (Ancona) Calogero Cappello (Porto Empedocle) Luca Bartolini (Fano) |

|                                |            |                                     |
| Johnson 19 Marks 17 Simioni 13 | Punti      | 18 Clark 16 Delía, Caroti 9 Monaldi |
| Masciadri, Grande, Tassinari 2 | Assist     | 5 Monaldi                           |
| Johnson 7                      | Rimbalzi   | 9 Delía                             |
| Sandro Dell'Agnello            | Allenatori | Adriano Vertemati                   |

#### Seconda fase

##### Fase a orologio
| Arbitri: | Angelo Caforio (Brindisi) Mauro Moretti (Marsciano) Mirko Picchi (Ferentino) |

|                                      |            |                                       |
| Tomassini 17 Simioni 14 Masciadri 12 | Punti      | 16 Ambrosin 13 Chiarastella 10 Cohill |
| Masciadri 6                          | Assist     | 5 Ambrosin                            |
| Johnson 18                           | Rimbalzi   | 7 Ambrosin                            |
| Sandro Dell'Agnello                  | Allenatori | Marco Calvani                         |

| Arbitri: | Marco Barbiero (Milano) Nicholas Pellicani (Ronchi dei Legionari) Francesco Praticò (Reggio Calabria) |

|                                     |            |                                              |
| Ja. Johnson 26 Hogue 21 Petrović 12 | Punti      | 26 Marks 17 Ju. Johnson 11 Anumba, Tassinari |
| Sarto, Spanghero 4                  | Assist     | 4 Grande                                     |
| Hogue 14                            | Rimbalzi   | 11 Ju. Johnson                               |
| Alessandro Rossi                    | Allenatori | Sandro Dell'Agnello                          |

| Rimini 25 febbraio 2024, ore 18:00 3ª giornata orologio | RivieraBanca Rimini | – Rinviata per le convocazioni in nazionale di Alipiev e Mayfield di Latina | Benacquista Assicurazioni Latina | Palasport Flaminio |

| Arbitri: | Daniele Alfio Foti (Bareggio) Giulio Giovannetti (Rivoli) Pietro Rodia (Avellino) |

|                                    |            |                                          |
| Hickey 22 Moraschini 14 Nikolić 13 | Punti      | 20 Marks, Johnson 14 Tomassini 12 Grande |
| Bucarelli 5                        | Assist     | 6 Tomassini                              |
| Young 7                            | Rimbalzi   | 8 Masciadri                              |
| Devis Cagnardi                     | Allenatori | Sandro Dell'Agnello                      |

| Arbitri: | Fabio Ferretti (Nereto) Jacopo Pazzaglia (Pesaro) Sebastiano Tarascio (Priolo Gargallo) |

|                               |            |                             |
| Johnson 20 Marks 18 Grande 16 | Punti      | 18 Smith 14 Peroni 13 Rossi |
| Grande, Marks 4               | Assist     | 6 Bertetti                  |
| Johnson 15                    | Rimbalzi   | 8 Battistini                |
| Sandro Dell'Agnello           | Allenatori | Lorenzo Pansa               |

| Arbitri: | Gian Lorenzo Miniati (Firenze) Andrea Masi (Firenze) Mirko Picchi (Ferentino) |

|                                    |            |                                         |
| Johnson 29 Simioni 15 Masciadri 13 | Punti      | 22 Romeo 19 Mayfield 9 Alipiev, Moretti |
| Tomassini 7                        | Assist     | 4 Mayfield                              |
| Johnson, Simioni 8                 | Rimbalzi   | 6 Borra                                 |
| Sandro Dell'Agnello                | Allenatori | Giancarlo Sacco                         |

| Arbitri: | Roberto Radaelli (Rho) Umberto Tallon (Bologna) Massimiliano Spessot (Gradisca d'Isonzo) |

|                                |            |                                         |
| Shahid 14 Cotton 13 Sabatino 7 | Punti      | 13 Tomassini, Johnson 10 Anumba 8 Marks |
| Tortù 2                        | Assist     | 4 Tomassini                             |
| Cotton 9                       | Rimbalzi   | 11 Johnson                              |
| Luca Bechi                     | Allenatori | Sandro Dell'Agnello                     |

| Arbitri: | Mauro Moretti (Marsciano) Paolo Puccini (Genova) Nicolò Bertuccioli (Pesaro) |

|                                   |            |                                 |
| Grande 25 Johnson 21 Tomassini 19 | Punti      | 21 Kelly 19 Martinoni 15 Pepper |
| Grande 4                          | Assist     | 4 Kelly                         |
| Johnson 11                        | Rimbalzi   | 6 Pepper                        |
| Sandro Dell'Agnello               | Allenatori | Stefano Cova                    |

| Arbitri: | Duccio Maschio (Firenze) Moreno Almerigogna (Trieste) Lorenzo Lupelli (Aprilia) |

|                             |            |                                  |
| Poser 15 Pepe 13 Vencato 11 | Punti      | 26 Marks 24 Johnson 13 Tomassini |
| Vencato 8                   | Assist     | 5 Johnson                        |
| Poser 10                    | Rimbalzi   | 9 Johnson                        |
| Franco Ciani                | Allenatori | Sandro Dell'Agnello              |

| Arbitri: | Mattia Eugenio Martellosio (Milano) Chiara Maschietto (Treviso) Pierluigi Marzo (Lecce) |

|                               |            |                                                |
| Marks 23 Johnson 21 Grande 11 | Punti      | 28 Sabin 10 Cucci, D'Argenzio 5 Cain, Salvioni |
| Tomassini 4                   | Assist     | 2 Pasqualin                                    |
| Johnson 10                    | Rimbalzi   | 11 Cain                                        |
| Sandro Dell'Agnello           | Allenatori | Andrea Paccariè                                |

| Arbitri: | Angelo Caforio (Brindisi) Fabio Bonotto (Ravenna) Alberto Morassutti (Gradisca d'Isonzo) |

|                              |            |                               |
| Amato 20 Potts 13 Lupusor 12 | Punti      | 26 Marks 15 Johnson 11 Grande |
| Potts 6                      | Assist     | 6 Grande                      |
| Potts 10                     | Rimbalzi   | 9 Johnson, Simioni            |
| Davide Villa                 | Allenatori | Sandro Dell'Agnello           |

#### Play-off tabellone argento
| Arbitri: | Gianluca Gagliardi (Anagni) Jacopo Pazzaglia (Pesaro) Alberto Perocco (Ponzano Veneto) |

|                                         |            |                                   |
| Ja. Johnson 21 Spanghero 15 Italiano 12 | Punti      | 28 Grande 15 Ju. Johnson 12 Marks |
| Ja. Johnson 5                           | Assist     | 4 Simioni                         |
| Ancellotti 7                            | Rimbalzi   | 13 Ju. Johnson                    |
| Alessandro Rossi                        | Allenatori | Sandro Dell'Agnello               |

| Arbitri: | Marco Barbiero (Milano) Francesco Cassina (Desio) Claudio Berlangieri (Trezzano sul Naviglio) |

|                                     |            |                                  |
| Ja. Johnson 24 Hogue 16 Petrović 12 | Punti      | 17 Simioni 16 Marks 11 Tomassini |
| Ja. Johnson 7                       | Assist     | 4 Ju. Johnson, Marks             |
| Hogue 12                            | Rimbalzi   | 10 Ju. Johnson                   |
| Alessandro Rossi                    | Allenatori | Sandro Dell'Agnello              |

| Arbitri: | Stefano Ursi (Livorno) Paolo Puccini (Genova) Luca Bartolini (Fano) |

|                                   |            |                                         |
| Marks 20 Ju. Johnson 16 Grande 10 | Punti      | 28 Ja. Johnson 16 Spanghero 10 Italiano |
| Ju. Johnson, Grande 2             | Assist     | 4 Ja. Johnson                           |
| Ju. Johnson 12                    | Rimbalzi   | 12 Hogue                                |
| Sandro Dell'Agnello               | Allenatori | Alessandro Rossi                        |

## Statistiche

### Statistiche di squadra
Aggiornate al termine della stagione.
| Competizione               | Punti | In casa | In casa | In casa | In casa | In casa | In trasferta | In trasferta | In trasferta | In trasferta | In trasferta | Totale | Totale | Totale | Totale | Totale | Totale |
| Competizione               | Punti | G       | V       | P       | Ptf     | Pts     | G            | V            | P            | Ptf          | Pts          | G      | V      | P      | Ptf    | Pts    | Diff.  |
| -------------------------- | ----- | ------- | ------- | ------- | ------- | ------- | ------------ | ------------ | ------------ | ------------ | ------------ | ------ | ------ | ------ | ------ | ------ | ------ |
| Serie A2 - Regular season  | 18    | 11      | 6       | 5       | 833     | 821     | 11           | 3            | 8            | 863          | 869          | 22     | 9      | 13     | 1 696  | 1 690  | +6     |
| Serie A2 - Fase a orologio | 18    | 5       | 5       | 0       | 428     | 347     | 5            | 4            | 1            | 404          | 392          | 10     | 9      | 1      | 832    | 739    | +93    |
| Serie A2 - Play-off        | –     | 1       | 0       | 1       | 64      | 77      | 2            | 0            | 2            | 142          | 147          | 3      | 0      | 3      | 206    | 224    | -18    |
| Totale Serie A2            | –     | 17      | 11      | 6       | 1 325   | 1 245   | 18           | 7            | 11           | 1 409        | 1 408        | 35     | 18     | 17     | 2 734  | 2 653  | +81    |
| Supercoppa LNP             | -     | 1       | 0       | 1       | 71      | 78      | 1            | 0            | 1            | 61           | 67           | 2      | 0      | 2      | 132    | 145    | -13    |
| Totale                     | -     | 18      | 11      | 7       | 1 396   | 1 323   | 19           | 7            | 12           | 1 470        | 1 475        | 37     | 18     | 19     | 2 866  | 2 798  | +68    |

### Andamento in campionato

#### Regular season
| Giornata  | 1 | 2  | 3  | 4  | 5  | 6 | 7  | 8  | 9  | 10 | 11 | 12 | 13 | 14 | 15 | 16 | 17 | 18 | 19 | 20 | 21 | 22 |
| --------- | - | -- | -- | -- | -- | - | -- | -- | -- | -- | -- | -- | -- | -- | -- | -- | -- | -- | -- | -- | -- | -- |
| Luogo     | T | C  | T  | C  | T  | C | C  | T  | T  | C  | T  | C  | T  | C  | T  | C  | T  | T  | C  | C  | T  | C  |
| Risultato | P | P  | P  | V  | P  | V | P  | P  | P  | P  | P  | V  | P  | V  | P  | P  | V  | V  | P  | V  | V  | V  |
| Posizione | 8 | 10 | 11 | 10 | 12 | 8 | 10 | 11 | 11 | 11 | 11 | 10 | 11 | 10 | 10 | 10 | 9  | 8  | 10 | 10 | 7  | 7  |

Legenda:

Luogo: C = Casa; T = Trasferta. Risultato: V = Vittoria; N = Pareggio; P = Sconfitta.

#### Fase a orologio
| Giornata  | 1 | 2 | 3 | 4 | 5 | 6 | 7 | 8 | 9 | 10 |
| --------- | - | - | - | - | - | - | - | - | - | -- |
| Luogo     | C | T | T | C | C | T | C | T | C | T  |
| Risultato | V | P | V | V | V | V | V | V | V | V  |
| Posizione | 7 | 7 | 8 | 6 | 6 | 6 | 6 | 6 | 6 | 6  |

Legenda:

Luogo: C = Casa; T = Trasferta. Risultato: V = Vittoria; N = Pareggio; P = Sconfitta.

### Statistiche dei giocatori

#### Serie A2
Aggiornate al termine della stagione.

##### Regular season
| Nome                 | G  | Pun | Min | Falli | Falli | Tiri da 2 | Tiri da 2 | Tiri da 2 | Tiri da 3 | Tiri da 3 | Tiri da 3 | Tiri Liberi | Tiri Liberi | Tiri Liberi | Rimbalzi | Rimbalzi | Rimbalzi | Stop | Stop | Palle | Palle | Ass |
| Nome                 | G  | Pun | Min | C     | S     | R         | T         | %         | R         | T         | %         | R           | T           | %           | O        | D        | T        | D    | S    | P     | R     | Ass |
| -------------------- | -- | --- | --- | ----- | ----- | --------- | --------- | --------- | --------- | --------- | --------- | ----------- | ----------- | ----------- | -------- | -------- | -------- | ---- | ---- | ----- | ----- | --- |
| Derrick Marks        | 22 | 401 | 737 | 64    | 117   | 94        | 197       | 48        | 41        | 117       | 35        | 90          | 99          | 91          | 10       | 56       | 66       | 1    | 4    | 47    | 19    | 48  |
| Justin Johnson       | 21 | 293 | 651 | 49    | 70    | 107       | 193       | 55        | 16        | 43        | 37        | 31          | 59          | 53          | 61       | 137      | 198      | 14   | 4    | 25    | 12    | 34  |
| Giovanni Tomassini   | 22 | 226 | 519 | 66    | 81    | 29        | 57        | 51        | 38        | 112       | 34        | 54          | 60          | 90          | 10       | 28       | 38       | 1    | 4    | 39    | 12    | 53  |
| Alessandro Grande    | 22 | 209 | 604 | 53    | 30    | 24        | 63        | 38        | 49        | 140       | 35        | 14          | 16          | 88          | 11       | 34       | 45       | 1    | 8    | 38    | 19    | 52  |
| Alessandro Simioni   | 22 | 167 | 553 | 60    | 28    | 49        | 95        | 52        | 18        | 61        | 30        | 15          | 20          | 75          | 30       | 97       | 127      | 9    | 5    | 19    | 10    | 22  |
| Simon Anumba         | 22 | 151 | 499 | 55    | 56    | 48        | 98        | 49        | 8         | 24        | 33        | 31          | 52          | 60          | 47       | 73       | 120      | 3    | 7    | 22    | 14    | 16  |
| Stefano Masciadri    | 19 | 95  | 284 | 61    | 7     | 15        | 26        | 58        | 20        | 48        | 42        | 5           | 7           | 71          | 10       | 52       | 62       | 3    | 1    | 18    | 3     | 14  |
| Andrea Tassinari     | 21 | 95  | 359 | 40    | 25    | 15        | 30        | 50        | 16        | 52        | 31        | 17          | 19          | 89          | 0        | 29       | 29       | 1    | 1    | 16    | 5     | 44  |
| Alessandro Scarponi  | 22 | 59  | 262 | 33    | 16    | 17        | 41        | 41        | 5         | 23        | 22        | 10          | 19          | 53          | 16       | 21       | 37       | 1    | 0    | 5     | 6     | 6   |
| Adamu Adam Abba      | 2  | 0   | 2   | 0     | 0     | 0         | 0         | 0         | 0         | 0         | 0         | 0           | 0           | 0           | 0        | 1        | 1        | 0    | 0    | 0     | 0     | 0   |
| Francesco Pellegrino | 1  | 0   | 4   | 2     | 0     | 0         | 1         | 0         | 0         | 0         | 0         | 0           | 0           | 0           | 0        | 1        | 1        | 0    | 0    | 1     | 0     | 0   |
| Simone Bonfè         | 1  | 0   | 1   | 0     | 0     | 0         | 0         | 0         | 0         | 1         | 0         | 0           | 0           | 0           | 0        | 0        | 0        | 0    | 0    | 0     | 0     | 0   |

##### Fase a orologio
Aggiornate al termine della stagione.
| Nome                 | G  | Pun | Min | Falli | Falli | Tiri da 2 | Tiri da 2 | Tiri da 2 | Tiri da 3 | Tiri da 3 | Tiri da 3 | Tiri Liberi | Tiri Liberi | Tiri Liberi | Rimbalzi | Rimbalzi | Rimbalzi | Stop | Stop | Palle | Palle | Ass |
| Nome                 | G  | Pun | Min | C     | S     | R         | T         | %         | R         | T         | %         | R           | T           | %           | O        | D        | T        | D    | S    | P     | R     | Ass |
| -------------------- | -- | --- | --- | ----- | ----- | --------- | --------- | --------- | --------- | --------- | --------- | ----------- | ----------- | ----------- | -------- | -------- | -------- | ---- | ---- | ----- | ----- | --- |
| Justin Johnson       | 10 | 184 | 309 | 16    | 31    | 67        | 118       | 57        | 10        | 23        | 43        | 20          | 30          | 67          | 25       | 81       | 106      | 5    | 1    | 17    | 7     | 19  |
| Derrick Marks        | 10 | 165 | 256 | 23    | 42    | 37        | 73        | 51        | 17        | 39        | 44        | 40          | 45          | 89          | 4        | 39       | 43       | 2    | 2    | 24    | 2     | 25  |
| Giovanni Tomassini   | 10 | 107 | 261 | 25    | 29    | 17        | 29        | 59        | 20        | 55        | 36        | 13          | 16          | 81          | 0        | 11       | 11       | 0    | 0    | 14    | 6     | 37  |
| Alessandro Grande    | 10 | 97  | 229 | 27    | 18    | 12        | 27        | 44        | 21        | 64        | 33        | 10          | 11          | 91          | 1        | 16       | 17       | 0    | 0    | 17    | 8     | 30  |
| Alessandro Simioni   | 10 | 87  | 251 | 29    | 22    | 26        | 49        | 53        | 6         | 22        | 27        | 17          | 24          | 71          | 14       | 45       | 59       | 5    | 1    | 10    | 7     | 13  |
| Simon Anumba         | 10 | 67  | 231 | 27    | 17    | 26        | 41        | 63        | 3         | 9         | 33        | 6           | 13          | 46          | 20       | 27       | 47       | 0    | 2    | 11    | 5     | 11  |
| Stefano Masciadri    | 8  | 43  | 127 | 8     | 3     | 9         | 11        | 82        | 7         | 16        | 44        | 4           | 5           | 80          | 6        | 29       | 35       | 2    | 0    | 6     | 1     | 8   |
| Andrea Tassinari     | 9  | 40  | 170 | 16    | 13    | 4         | 9         | 44        | 9         | 19        | 47        | 5           | 6           | 83          | 2        | 11       | 13       | 0    | 0    | 14    | 4     | 22  |
| Alessandro Scarponi  | 10 | 28  | 99  | 21    | 4     | 4         | 9         | 44        | 6         | 12        | 50        | 2           | 7           | 29          | 4        | 12       | 16       | 0    | 0    | 2     | 3     | 2   |
| Francesco Pellegrino | 9  | 12  | 82  | 12    | 5     | 6         | 11        | 55        | 0         | 0         | 0         | 0           | 0           | 0           | 5        | 14       | 19       | 1    | 0    | 12    | 3     | 3   |
| Adamu Adam Abba      | 2  | 2   | 3   | 1     | 1     | 0         | 0         | 0         | 0         | 0         | 0         | 2           | 2           | 100         | 0        | 3        | 3        | 1    | 0    | 0     | 0     | 0   |
| Simone Bonfè         | 4  | 0   | 5   | 2     | 0     | 0         | 1         | 0         | 0         | 0         | 0         | 0           | 0           | 0           | 0        | 0        | 0        | 0    | 0    | 1     | 0     | 0   |
| Marco Mari           | 1  | 0   | 2   | 0     | 0     | 0         | 0         | 0         | 0         | 0         | 0         | 0           | 0           | 0           | 1        | 0        | 1        | 0    | 0    | 0     | 0     | 0   |

##### Play-off
Aggiornate al termine della stagione.
| Nome                 | G | Pun | Min | Falli | Falli | Tiri da 2 | Tiri da 2 | Tiri da 2 | Tiri da 3 | Tiri da 3 | Tiri da 3 | Tiri Liberi | Tiri Liberi | Tiri Liberi | Rimbalzi | Rimbalzi | Rimbalzi | Stop | Stop | Palle | Palle | Ass |
| Nome                 | G | Pun | Min | C     | S     | R         | T         | %         | R         | T         | %         | R           | T           | %           | O        | D        | T        | D    | S    | P     | R     | Ass |
| -------------------- | - | --- | --- | ----- | ----- | --------- | --------- | --------- | --------- | --------- | --------- | ----------- | ----------- | ----------- | -------- | -------- | -------- | ---- | ---- | ----- | ----- | --- |
| Derrick Marks        | 3 | 48  | 92  | 11    | 20    | 14        | 31        | 45        | 4         | 17        | 24        | 8           | 11          | 73          | 0        | 11       | 11       | 0    | 1    | 11    | 2     | 6   |
| Alessandro Grande    | 3 | 45  | 82  | 10    | 4     | 3         | 7         | 43        | 11        | 26        | 42        | 6           | 9           | 67          | 3        | 7        | 10       | 0    | 0    | 5     | 3     | 5   |
| Justin Johnson       | 3 | 41  | 109 | 4     | 17    | 15        | 21        | 71        | 1         | 5         | 20        | 8           | 13          | 62          | 8        | 27       | 35       | 1    | 1    | 6     | 2     | 8   |
| Alessandro Simioni   | 3 | 29  | 79  | 7     | 1     | 8         | 13        | 62        | 4         | 12        | 33        | 1           | 2           | 50          | 8        | 12       | 20       | 0    | 0    | 4     | 0     | 6   |
| Simon Anumba         | 3 | 22  | 84  | 10    | 3     | 10        | 15        | 67        | 0         | 1         | 0         | 2           | 2           | 100         | 5        | 8        | 13       | 1    | 0    | 6     | 1     | 1   |
| Giovanni Tomassini   | 3 | 13  | 42  | 4     | 2     | 2         | 4         | 50        | 2         | 11        | 18        | 3           | 4           | 75          | 0        | 5        | 5        | 0    | 0    | 2     | 0     | 3   |
| Alessandro Scarponi  | 3 | 5   | 34  | 1     | 0     | 1         | 2         | 50        | 1         | 3         | 33        | 0           | 0           | 0           | 0        | 4        | 4        | 0    | 0    | 0     | 0     | 1   |
| Francesco Pellegrino | 3 | 3   | 29  | 3     | 3     | 0         | 6         | 0         | 0         | 0         | 0         | 3           | 4           | 75          | 2        | 3        | 5        | 0    | 1    | 2     | 1     | 0   |
| Andrea Tassinari     | 3 | 0   | 49  | 3     | 2     | 0         | 2         | 0         | 0         | 5         | 0         | 0           | 0           | 0           | 0        | 1        | 1        | 0    | 0    | 6     | 1     | 0   |

##### Supercoppa LNP
| Nome                | G | Pun | Min | Falli | Falli | Tiri da 2 | Tiri da 2 | Tiri da 2 | Tiri da 3 | Tiri da 3 | Tiri da 3 | Tiri Liberi | Tiri Liberi | Tiri Liberi | Rimbalzi | Rimbalzi | Rimbalzi | Stop | Stop | Palle | Palle | Ass |
| Nome                | G | Pun | Min | C     | S     | R         | T         | %         | R         | T         | %         | R           | T           | %           | O        | D        | T        | D    | S    | P     | R     | Ass |
| ------------------- | - | --- | --- | ----- | ----- | --------- | --------- | --------- | --------- | --------- | --------- | ----------- | ----------- | ----------- | -------- | -------- | -------- | ---- | ---- | ----- | ----- | --- |
| Derrick Marks       | 2 | 29  | 60  | 6     | 9     | 3         | 15        | 20        | 6         | 10        | 60        | 5           | 5           | 100         | 1        | 6        | 7        | 1    | 1    | 4     | 2     | 1   |
| Giovanni Tomassini  | 2 | 22  | 59  | 5     | 10    | 3         | 7         | 43        | 4         | 12        | 33        | 4           | 4           | 100         | 0        | 2        | 2        | 0    | 1    | 1     | 2     | 5   |
| Alessandro Simioni  | 2 | 20  | 59  | 6     | 4     | 4         | 10        | 40        | 4         | 5         | 80        | 0           | 2           | 0           | 3        | 12       | 15       | 0    | 0    | 4     | 2     | 2   |
| Alessandro Scarponi | 2 | 20  | 52  | 5     | 1     | 5         | 8         | 63        | 3         | 5         | 60        | 1           | 1           | 100         | 2        | 2        | 4        | 1    | 0    | 4     | 1     | 3   |
| Justin Johnson      | 2 | 16  | 66  | 3     | 8     | 6         | 19        | 32        | 1         | 4         | 25        | 1           | 4           | 25          | 1        | 10       | 11       | 0    | 1    | 2     | 2     | 5   |
| Andrea Tassinari    | 2 | 11  | 49  | 6     | 4     | 0         | 0         | 0         | 3         | 7         | 43        | 2           | 4           | 50          | 0        | 4        | 4        | 0    | 0    | 2     | 1     | 2   |
| Stefano Masciadri   | 2 | 9   | 23  | 7     | 1     | 4         | 8         | 50        | 0         | 5         | 0         | 1           | 1           | 100         | 1        | 6        | 7        | 3    | 0    | 1     | 1     | 2   |
| Alessandro Grande   | 1 | 5   | 30  | 5     | 0     | 1         | 1         | 100       | 1         | 2         | 50        | 0           | 0           | 0           | 0        | 6        | 6        | 0    | 0    | 3     | 1     | 5   |
| David Sirri         | 1 | 0   | 1   | 0     | 0     | 0         | 0         | 0         | 0         | 0         | 0         | 0           | 0           | 0           | 0        | 0        | 0        | 0    | 0    | 0     | 0     | 0   |
| Tommaso Lombardi    | 1 | 0   | 1   | 0     | 0     | 0         | 0         | 0         | 0         | 0         | 0         | 0           | 0           | 0           | 0        | 0        | 0        | 0    | 0    | 0     | 0     | 0   |